# Rue des Ursins
Rue des Ursins är en gata på Île de la Cité i Quartier Notre-Dame i Paris 4:e arrondissement. Gatan är uppkallad efter den franske juristen Jean Jouvenel des Ursins (cirka 1360–1431), som här hade sin bostad (hôtel particulier). Rue des Ursins börjar vid Rue des Chantres 2 och Quai aux Fleurs 11 och slutar vid Rue de la Colombe 1. Gatan namngavs i januari 1881.

## Bilder
| - Gatuskylt. - Fontänen i Jardinet de la Rue des Ursins. - Rue des Ursins år 1900. - Notre-Dame. |

## Omgivningar
- Notre-Dame
- Sainte-Chapelle
- Chapelle Saint-Aignan
- Jardinet de la Rue des Ursins
- Pont Saint-Louis
- Au Vieux Paris
- Quai des Fleurs

## Kommunikationer
- Tunnelbana – linje  – Cité
- Busshållplats Pont d'Arcole – Paris bussnät, linje 75
- Busshållplats Quai aux Fleurs – Pont Saint-Louis – Paris bussnät, linje 75

### Webbkällor
- ”Rue des Ursins”. Mairie de Paris. https://web.archive.org/web/20181214064733/http://www.v2asp.paris.fr/commun/v2asp/v2/nomenclature_voies/Voieactu/9575.nom.htm. Läst 23 mars 2022.
- ”Rue des Ursins (4ème arrondissement)”. Les rues de Paris. https://web.archive.org/web/20170712162900/http://www.parisrues.com/rues04/paris-04-rue-des-ursins.html. Läst 23 mars 2022.